# Euoidium lycopersici
Euoidium lycopersici (Cooke & Massee) U. Braun & R.T.A. Cook – gatunek  grzybów należący do rodziny mączniakowatych (Erysiphaceae. Wywołuje chorobę o nazwie mączniak prawdziwy pomidora.

## Systematyka i nazewnictwo
Pozycja w klasyfikacji według Index Fungorum: Oidium, Erysiphaceae, Helotiales, Leotiomycetidae, Leotiomycetes, Pezizomycotina, Ascomycota, Fungi.
Po raz pierwszy takson ten zdiagnozowali w 1888 roku Mordecai Cubitt Cooke i George Edward Massee nadając mu nazwę Oidium lycopersici. Obecną, uznaną przez Index Fungorum nazwę nadali mu w 2012 roku U. Braun & R.T.A. Cook.
Jest to anamorfa niezidentyfikowanego gatunku z rodzaju Erysiphe.

## Morfologia i rozwój
Grzyb mikroskopijny. Znana jest tylko jego postać rozmnażająca się bezpłciowo przez konidia. Na podstawie takich cech, jak: kształt appressorium, sposób kiełkowania zarodników konidialnych i budowa konidioforów ustalono, że jest to anamorfa któregoś z gatunków należących do rodzaju Erysiphe. Nie udało się jednak ustalić postaci rozmnażającej się płciowo (teleomorfy), w takim więc przypadku nazwa gatunkowa odnosi się do anamorfy.
Grzybnia rozwija się na powierzchni liści, łodyg i kwiatostanów roślin, ssawki patogena wnikają tylko do skórki. Na liściach występuje głównie na górnej ich stronie, przytwierdzona appressoriami. Na powierzchni wygląda jak biały, mączysty nalot. Optymalne warunki dla kiełkowania zarodników to temperatura 20–28 °C i wilgotność względna powietrza 75–100%. W takich warunkach okres inkubacji choroby wynosi tylko 4–5 dni.

## Gatunki podobne
Bardzo podobny nalot na liściach pomidora wywołuje rozpowszechniony na całym świecie grzyb Leveillula taurica, atakujący bardzo wiele gatunków roślin. Odróżnić go można tylko badaniem mikroskopowym.